# Flagge Naurus
Die nauruische Staatsflagge ist neben dem Staatswappen eines der beiden amtlichen Hoheitszeichen des Inselstaates. Anlässlich der Unabhängigkeitserklärung wurde am 31. Januar 1968 zum ersten Mal die Flagge Naurus gehisst. Sie veranschaulicht die geografische Lage des Landes.
Der schmale gelbe Streifen mit der Breite von etwa 1⁄24 der Länge des Flaggentuches stellt den Äquator dar.
Der zwölfzackige weiße Stern bezeugt die Insellage in den blauen Wellen des Pazifischen Ozeans (blaues Flaggentuch) südlich des Äquators. Die Insel liegt nur einen Grad südlich des Äquators.  Die Trennung des blauen Flaggentuches in zwei gleich große Teile erinnert darüber hinaus an die Sage, nach der die ersten Einwohner aus zwei Felsen zur Welt gebracht worden sein sollen.
Der Stern sollte den gelben Streifen berühren, was gerne falsch dargestellt wird. Die zwölf Strahlen des Sternes symbolisieren die zwölf ursprünglichen Stämme Naurus: Deiboe, Eamwidara, Eamwit, Eamwitmwit, Eano, Eaoru, Emangum, Emea, Irutsi, Iruwa, Iwi und Ranibok.
Das Weiß steht für das Kalziumphosphat, durch dessen Förderung die Bewohner der Insel reich wurden.
Die Flagge wurde nach der Vorstellung eines dortigen Bewohners vom australischen Flaggenhersteller Evans erarbeitet.
Siehe auch: Wappen Naurus

## Farben
| System                      | Blau        | Gelb       | Weiß        |
| --------------------------- | ----------- | ---------- | ----------- |
| Pantone                     | 280 C       | 123 C      | -           |
| RGB                         | 1-33-105    | 255-199-44 | 255-255-255 |
| Hexadezimale Farbdefinition | #012169     | #FFC72C    | #FFFFFF     |
| CMYK                        | 100-85-0-39 | 0-16-89-0  | 0-0-0-0     |